# Voria Kerkyra
Voria Kerkyra (griechisch Βόρεια Κέρκυρα ‚Nordkerkyra‘) ist eine Gemeinde im Norden der griechischen Insel Korfu in der Region Ionische Inseln. Sie wurde 2019 aus vier Gemeindebezirken der 2011 geschaffenen Gemeinde Kerkyra gebildet. Verwaltungssitz ist Acharavi.

## Verwaltungsgliederung
Die Gemeinde Voria Kerkyra besteht aus vier Gemeindebezirken und ist weiter in fünf Stadtbezirke sowie 33 Ortsgemeinschaften untergliedert.
| Gemeindebezirke | griechischer Name               | Code   | Fläche (km²) | Einwohner 2011 | Stadtbezirke / Ortsgemeinschaften (Δημοτική /Τοπική Κοινότητα)                                                                               | Lage |
| --------------- | ------------------------------- | ------ | ------------ | -------------- | --- | ---- |
| Agios Georgios  | Δημοτική Ενότητα Αγίου Γεωργίου | 320302 | 38,436       | 3431           | Agros, Agios Athanasios, Arkadades, Armenades, Afionas, Dafni, Drosato, Kavvadades, Kastellani Gyrou, Mesaria, Pagi, Rachtades, Chorepiskopi |      |
| Esperies        | Δημοτική Ενότητα Εσπερίων       | 320303 | 54,805       | 6990           | Agii Douli, Agrafi, Andiperni, Avliotes, Valanio, Kavallouri, Karousades, Magoulades, Peroulades, Sidari, Velonades                          |      |
| Thinali         | Δημοτική Ενότητα Θιναλίων       | 320301 | 77,563       | 5226           | Agios Pandeleimon, Episkepsi, Klimatia, Lavki, Loutses, Nymfes, Xanthates, Perithia, Petalia, Sfakera                                        |      |
| Kassiopi        | Δημοτική Ενότητα Κασσωπαίων     | 320304 | 34,521       | 2185           | Gimari, Kassiopi, Nisaki, Sinies |      |
| Gesamt          | Gesamt                          | 3203   | 205,325      | 17.832         | |      |